# Christian Ditter
Christian Ditter (1977, Gießen, Alemania) es un director, guionista y coproductor de cine alemán, conocido sobre todo por haber dirigido How to Be Single (2016) y Love Rosie (2014).[1]

## Vida
Ditter se graduó en el gimnasio Evangelisch Stiftischen en Gütersloh en 1996. Estudió Estudios Culturales Aplicados en la Universidad de Lüneburg de 1997 a 1998 y dirección de cine en la Universidad de Televisión y Cine de Munich de 1998 a 2006. [1]
Sus cortometrajes Enchanted (2000) y Grounded (2003) ganaron numerosos premios en festivales nacionales e internacionales y su primer debut en francés para principiantes, financiado y producido internacionalmente, comenzó en el verano de 2006. A continuación dirigió el Premio Adolf Grimme y la serie ARD Turkish for Beginners (2007), ganadora del German Television Award, y la serie RTL Doctor's Diary (2008), entre otros, con el German Television Award, el alemán Premio de Comedia y el Premio Adolf Grimme. 
Grabó clásico juvenil Vorstadtkrokodile de Max von der Grün y la secuela cinematográfica Vorstadtkrokodile 2. Para Vorstadtkrokodile 3 Ditter trabajó en el guion, pero no dirigió la película.
En 2011, Ditter dirigió la película para niños Vickie en un gran viaje, la secuela de Vickie y los hombres fuertes del año 2009. 
En 2014, filmó Love, Rosie - Los imprevistos del amor, en Irlanda, junto con Lilly Collins y Sam Claffin, su primera producción internacional. Esto demostró ser una puerta abierta para Hollywood, donde Ditter fue contratado en 2016 como director de la comedia How to Be Single - Mejor Solteras.

## Filmografía (selección)[1]
- 2000: Encantado (cortometraje)
- 2003: Grounded (cortometraje)
- 2005: Colegiala (serie de televisión)
- 2006: Francés para principiantes.
- 2007: Turco para principiantes (serie de televisión)
- 2008: Doctor's Diary (serie de televisión)
- 2009: Los cocodrilos
- 2010: cocodrilos suburbanos 2
- 2011: cocodrilos suburbanos 3
- 2011: Vicky, el vikingo y el martillo de Thor
- 2014: Love, Rosie
- 2016: How to Be Single
- 2017: Girlboss (serie de TV, 5 episodios)
- 2024: The Present